# 와다 유키
와다 유키(일본어: 和田 侑樹, 2000년 10월 21일~)는 일본의 축구 선수이다.

## 구단 경력
그는 2023년 J3리그의 FC 기후에 입단했다. 2024년 7월 일본 풋볼 리그의 고치 유나이티드 SC로 이적했다.